# 제2차 발칸 전쟁
제2차 발칸 전쟁(영어: Second Balkan War)은 1913년 6월 29일~7월 29일에 제1차 발칸 전쟁으로 획득한 마케도니아 지방에 대한 영토 배분을 두고 불가리아 왕국과 다른 발칸 동맹국 사이에 벌어진 발칸반도에서의 두 번째 전쟁이다.

## 배경
발칸 동맹국들은 1912년 12월 이미 오스만 제국을 상대로 한 제1차 발칸 전쟁에서 승기를 잡고 있었다. 1912년 11월 알바니아가 독립을 선언하고 이슬람 공국의 성립을 선포했는데, 오스트리아-헝가리 제국은 세르비아가 아드리아해로 세력을 넓히는 걸 견제하기 위해 알바니아의 독립을 지지했다.
북쪽으로부터 오스트리아-헝가리 제국의 강력한 견제에 직면한 세르비아 왕국은 제1차 발칸 전쟁의 결과로 맺은 강화 조약과 함께 얻는 영토 배분을 놓고 동맹국인 불가리아 왕국과 강경하게 대립하였다.

## 전쟁 과정
불화의 시작은 불가리아 왕국이 마케도니아 지방에서 세르비아 왕국보다 훨씬 넓은 영토를 차지하면서 시작되었다. 세르비아 왕국은 이에 불만을 품고 그리스 왕국, 루마니아 왕국과 함께 동맹을 맺어 불가리아 왕국에 맞섰다.
결국, 1913년 6월 29일에 불가리아는 마케도니아 지방 전부를 차지할 목적으로 세르비아 왕국과 그리스 왕국에 선전 포고를 하여 제2차 발칸 전쟁이 시작되었다. 제2차 발칸 전쟁이 일어나자, 루마니아 왕국뿐만 아니라 오스만 제국, 몬테네그로 왕국도 세르비아와 그리스 동맹에 가담해 불가리아에 선전 포고를 했다.
불가리아 왕국군은 아드리아노플(에디르네) 등을 맹폭하며 맞섰으나 외교전과 군사전에서 밀리고 있었고, 그 사이에 오스만 제국이 동트라키아 지역을 회복했다. 결국 알바니아를 제외한 모든 발칸 국가들과 전쟁을 해야 했던 불가리아 왕국은 끝내 항복을 선언한다.

## 결과 및 영향
불가리아의 패전으로 7월 30일부터 루마니아 왕국의 수도 부쿠레슈티에서 강화 회의가 개최되었다. 8월 10일에 체결된 부쿠레슈티 조약으로 불가리아 왕국은 도브루자를 루마니아 왕국에, 마케도니아 지방 대부분을 세르비아 왕국과 그리스 왕국에, 동트라키아를 오스만 제국에 내주었다.
불가리아는 제1차 발칸 전쟁에서 얻은 영토를 이 전쟁에서 대부분 잃었기 때문에 세르비아를 크게 원망했고, 러시아와도 사이가 멀어졌다. 이 전쟁으로 인해 제1차 세계대전이 발발하게 된다. 그리고, 이 때의 패전은 불가리아 왕국이 제1차 세계대전에서 독일 제국과 오스트리아-헝가리 제국 편에 서는 계기가 되었다.

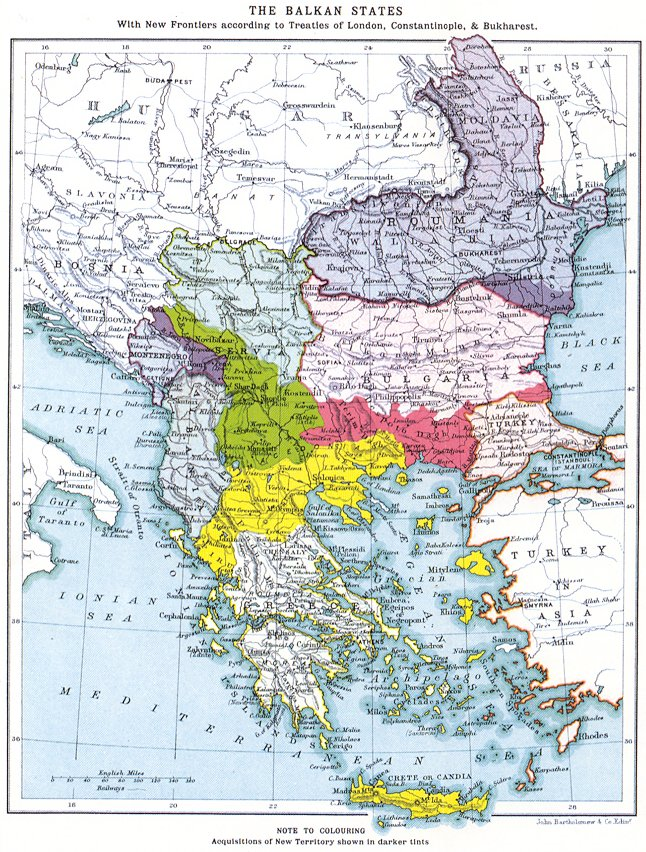
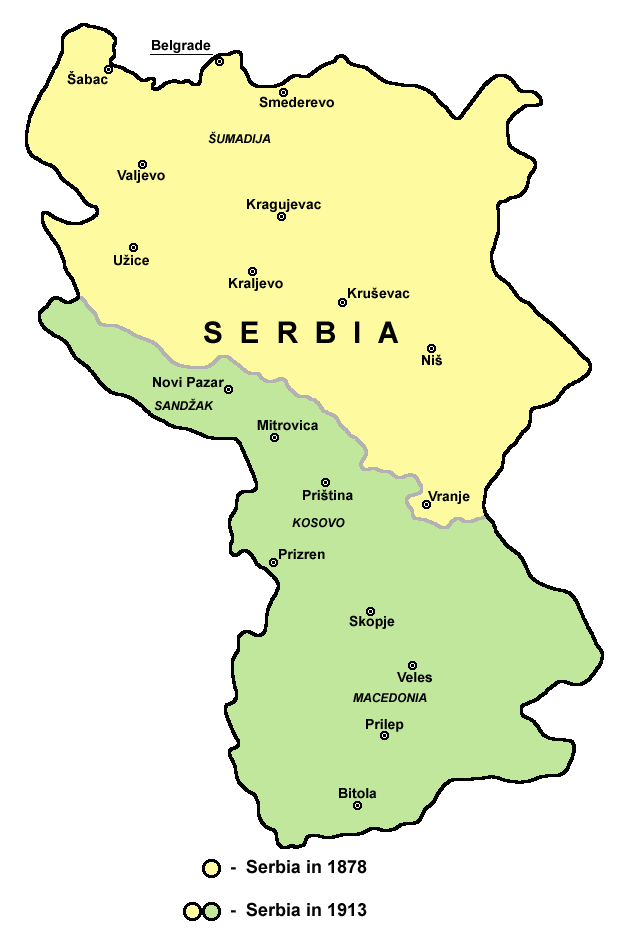
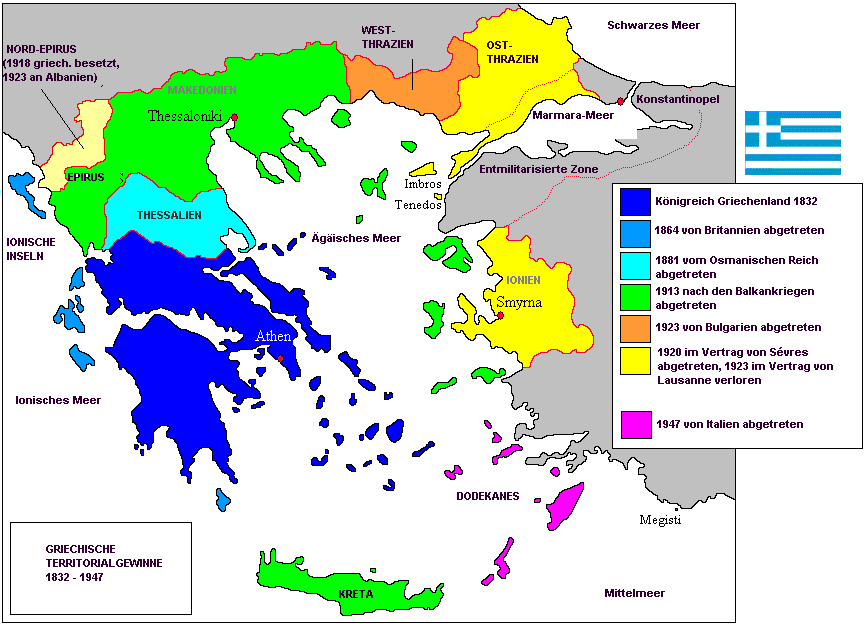

## 같이 보기
- 제1차 발칸 전쟁